# Родченко Олександр Михайлович
Олекса́ндр Миха́йлович Ро́дченко (рос. Александр Михайлович Родченко) (*23 листопада (5 грудня) 1891, Санкт-Петербург — †3 грудня 1956, Москва) — російський живописець, графік, скульптор, фотограф, дизайнер, педагог. Один із засновників конструктивізму, родоначальник реклами та дизайну у СРСР. Працював у парі з дружиною, художником-дизайнером Варварою Степановою.

## Біографія
Олександр Михайлович Родченко народився 1891 року у Санкт-Петербурзі. Його батько — Михайло Михайлович Родченко — працював у театрі, а мати — Ольга Євдокимівна Родченко — була прачкою. У 1902 році родина Родченків переїхала до Казані, де він у 1905 році закінчив Казанське приходське початкове училище.
У 1911—1914 рр. навчався у Казанській художній школі. 1916 року переїжджає до Москви, тоді ж почав виставлятися як живописець. У 1917 році бере участь в організації професійної спілки художників-живописців. У 1918—1922 рр. працював у відділенні образотворчого мистецтва Народного комісаріату просвіти завідувачем музейним бюро та як член художньої колегії.
Водночас розробляв серії графічних, живописних та просторових абстрактно-геометричних мінімалістських робіт. З 1916 року брав участь в усіх основних виставках російського авангарду, в архітектурних конкурсах. Також брав участь у роботі Комісії з живописного, скульптурного та архітектурного синтезу. У текстах-маніфестах «Усі — досліди» та «Лінія» зафіксував власне творче кредо. Ставився до мистецтва як до творення нових форм та можливостей, вважав власну творчість грандіозним експериментом, у якому кожна робота є мінімальним за формою живописним елементом та є обмеженою у виразних якостях. У 1917—1918 рр. працював з площиною, у 1919 році написав «Чорне на чорному», творіння, що мали за основу лише фактуру. У 1919—1920 рр. увів лінії та крапки як самостійні живописні форми, а у 1921 році на виставці «5х5=25» у Москві показав триптих з трьох монохромних кольорів (жовтий, червоний, синій).
Одночасно з живописом та графікою займався просторовими конструкціями. Перший цикл — «Склада́ні й розби́рані» (1918) — з плоских картонних елементів, другий — «Площини, що відбивають світло» (1920—1921 рр.) — це вирізані з фанери елементи концентричних форм, що вільно звисають (серед них круг, квадрат, еліпс, трикутник та шестикутник), третій — «За принципом ідеальних форм» (1920—1921 рр.) — просторові структури зі стандартних дерев'яних брусків, з'єднаних між собою за комбінаторним принципом. У 1921 році Олександр Родченко підвів підсумки своїх пошуків у живописі і проголосив перехід до «виробничого мистецтва».
1920-го року Родченко став професором живописного факультету, а у 1922—1930 рр. — професор металообробного факультету ВХУТЕМАСа-ВХУТЕІНа (Вищі художньо-технічні майстерні — Вищий художньо-технічний інститут). Вчив студентів проектувати багатофункціональні предмети для побуту та громадських будівель. При цьому виразності форми Родченко досягав не за рахунок прикрас, а за рахунок конструкції предметів.
З 1923 року працював дизайнером універсального профілю. Займався поліграфією, фотомонтажем та рекламною графікою (разом з В. Маяковським), брав участь у творчій групі «ЛЕФ» (Лівий фронт, рос. Левый фронт), пізніше був членом редакційної колегії журналу «Новий ЛЕФ».
У 1925 році був відряджений до Парижу для оформлення радянського відділення Міжнародної виставки декоративного мистецтва та художньої промисловості. Тоді ж здійснював свій проект інтер'єру «Робочого клубу».
З 1924 року займався фотографією. Відомий своїми гостродокументальними портретами близьких родичів («Портрет матері», 1924), друзів та знайомих з ЛЕФу (портрети Маяковського), художників та архітекторів. У 1926 році опублікував свої перші ракурсні знімки (серії «Дім на Мясницькій», 1925 та «Дім Моссельпрому», 1926) у журналі «Радянське кіно». У власних статтях «Шляхи сучасної фотографії», «Проти сумованого портрету за моментальну зйомку» та «Значна безграмотність чи дрібна шкода» пропагував новий, динамічний, документально точний погляд на світ, відстоював необхідність освоєння верхніх та нижніх точок зору у фотографії. Брав участь у виставці «Радянська фотографія за 10 років» (1928 рік, Москва).
Наприкінці 1920-х — на початку 1930-х рр. був фотокореспондентом газети «Вечірня Москва», журналів «30 днів», «Даєш», «Піонер», «Вогник» та «Радіослухач». Водночас працював у кіно (художній керівник фільмів «Москва в Жовтні», 1927, Журналістка, 1927—1928, «Лялька з мільйонами» та «Альбідум», 1928) та театрі (постановки «Інга» та «Клоп», 1929), розробляючи оригінальні меблі, костюми та декорації.
Один з організаторів та керівників фотогрупи «Жовтень». У 1931 році на виставці групи у Москві виставив ряд дискусійних знімків — зняті з нижньої точки «Піонерку» та «Піонера-трубача» (1930); серію динамічних кадрів «Лісопильний завод Вахтан» (1931). Саме ця серія стала причиною розгромної критики Родченка та звинувачень у його бік у формалізмі та небажанні змінюватися відповідно до задач «пролетарської фотографії».
1932-го року вийшов із «Жовтня» і став московським фотокореспондентом видавництва «Ізогіз». З 1933 року працював художником-оформлювачем журналу «СРСР на будівництві», фотоальбомів «10 років Узбекистану», «Перша кінна́», «Червона армія», «Радянська авіація», «Совхози» та інших (у співавторстві з дружиною В. Степановою). У 1930—1940 рр. продовжував займатися живописом. Був членом журі та художником-оформлювачем багатьох фотовиставок, входив до складу президії фотосекції професійного союзу кінофоторобітників. З 1932-го року був членом МОСХу (Московська організація Союзу художників СРСР). У 1936 році брав участь у «Виставці майстрів радянського фотомистецтва». З 1928 року регулярно відправляв свої роботи на фотографічні салони у США, Францію, Іспанію, Велику Британію, Чехословаччину та інші країни.

## Публікації
- Александр Родченко. Два фрагмента о композиции
- Против суммированного портрета за моментальный снимок, Новий ЛЕФ, № 4, 1928 р.
- Крупная безграмотность или мелкая гадость?, Новий ЛЕФ, № 6, 1928 р.
- Пути современной фотографии, Новий ЛЕФ, № 9, 1928 р.
- Предостережение, Новий ЛЕФ, № 11, 1928 р.

## Інтернет-галереї Родченка
- Александр Родченко — фотограф
- МДФ — Александр Родченко
- Masters of Photography: Alexander Rodchenko
- Александр Родченко. Энциклопедия искусства